# Baschéo
Baschéo (ou Bachéo) est une commune du Cameroun située dans la région du Nord et le département de la Bénoué, à la frontière avec le Nigeria.

## Structure administrative de la commune
Outre Baschéo proprement dit, la commune comprend les villages suivants :
- Anski
- Balda
- Bayadel
- Bayien
- Bogour
- Boré
- Dalami
- Dédé
- Diamboutou
- Diatoumi
- Diri
- Djornomo
- Dodjoula
- Domayo
- Doundeye
- Foulberé
- Goho
- Gotzer
- Hama Koussou
- Hornomo
- Kango Kéféro
- Kataka
- Kataka Demsa
- Kobossi
- Kouanguen
- Laïndé
- Lougga
- Matcha
- Mbotilgou
- Mboutou
- Mboutou Dembo
- Mima
- Nboutoum
- Ngomma
- Oura Baba
- Ouro Alinbagou
- Ouro Ardo-Ban
- Ouro Ardoya ya
- Ouro Bayoua
- Ouro Boki
- Ouro Doundéï
- Ouro Kassida
- Ouro Kobé
- Ouro Laouane
- Ouro Mbabi
- Ouro Modibo
- Ouro Naoudé
- Ouro Posso
- Ouro Rabé
- Ouroum
- Paliré
- Pansé
- Pouchant
- Pourri
- Rey Mala
- Sourou
- Timpil
- Tondiré
- Toro
- Wafango
- Warguissa
- Zapéali

## Population
Lors du recensement de 2005, la commune comptait 26 743 habitants, dont 2 751 pour Baschéo proprement dit. On retrouve plusieurs ethnies dans la ville et dans l'ensemble de l’arrondissement. Les Failis, les Ndjaïns et les Foulbé forment la majorité des ethnies. Les deux religions principales sont le christianisme et l'islam.

## Présentation des principaux villages

### Balda
Pour les articles homonymes, voir Balda.
Balda est un village du Cameroun situé dans le département de la Bénoué et la Région du Nord. Il fait partie de la commune de Baschéo. Sa population est estimée par le Bureau central des recensements et des études de population (BUCREP) à 599 individus lors du troisième recensement général de la population et de l'habitat du Cameroun.

### Bayadel
Lors du recensement de 2005, 217 habitants ont été dénombrés dans le village de Bayadel (ou Baldayel).

### Bogour
Le village de Bogour (ou Bougour) est réputé dans l'arrondissement pour son artisanat très développé. On compte des tisserands, forgerons, des potiers et des potières ainsi que du travailleurs du bois. Le village est de plus équipé de deux hangars pour le commerce ainsi qu'un abattoir.

### Diamboutou
Lors du recensement de 2005, 274 habitants ont été dénombrés dans le village de Diamboutou (ou Djamboutou).

### Foulberé
Le Bureau Central des Recensements Et Des Études De Population (BUCREP) a estimé la population du village de Flouberé à près de 1 295 habitants, soit près de 4,84 % de la population de la commune. Cette population se caractérise par une population masculine (673 hommes) légèrement supérieure à la population féminine du village (622 femmes).

### Pourri
Pourri (ou Pouri ou Pouri Alam) est un village situé au sud-est de Baschéo. Le nombre d’habitants était de 145 d’après le recensement de 2005.

## Personnalités nées à Baschéo
- Bello Bouba Maigari (1947-), homme politique, ancien Premier ministre.

## Géographie
Baschéo se situe à 50km de Garoua. L'arrondissement s'étend sur 775 km². Le relief est relativement plat, à moyenne altitude, à l’exception de zones de fortes pentes dans les villages de Kobossi, Naro et Koubadjé. L'arrondissement est arrosé par trois mayos : le Mayo Tyel, qui forme la frontière avec le Nigeria, le Mayo Magariba et le Mayo Lotchi.

### Climat
Le climat de la commune est de type semi-aride soudanien. Il existe deux saisons : une saison sèche qui dure sept mois, d'octobre à avril et une saison des pluies qui dure de mai à septembre. La pluviométrie moyenne annuelle est entre 900 et 1050 mm d'eau. La température moyenne est de 28°C mais peut monter jusqu'à 45 en avril, mois le plus chaud.

### Environnement
La végétation de l'arrondissement est la savane arborée et arbustive par endroits. On retrouve notamment des bouleaux d'Afrique, des baobab africains, des tchaboullés ou encore des mesquites. La flore sert de lieu de vie et de cachette pour les animaux sauvages. On peut rencontrer des espèces animales variées dans l'arrondissement telles que des Cercopithèque, des damans des rochers, des cobe de Buffon ou encore des tortues terrestres.

## Économie

### Agriculture et élevage
L’agriculture représente l'essentiel de l'activité économique dans l’arrondissement. On cultive des céréales (maïs, riz, sorgho), des légumineuses (arachide, niébé, sésame), des tubercules (manioc, patate, taro) et des légumes. La production est destinée à la consommation ou à la vente locale à part pour le coton, le niébé et le soja qui sont des cultures de rente.
On élève principiellement des bovins, ovins, caprins et de la volaille. Un abattoir existe à Bougour. Néanmoins il existe peu de pâturages dans l'arrondissement et de nombreuses bêtes souffrent de maladie en l'absence de services de vétérinaire suffisants.

### Artisanat, commerce et ressources naturelles
L'artisanat est très développé dans l’arrondissement. On répertorie des tisserands, forgerons, des potiers et des potières ainsi que du travailleurs du bois.
Le commerce concerne en général ces produits de l'artisanat ainsi que les récoltes agricoles. Le marché du Nigeria représente un intérêt économique conséquent. Un marché hebdomadaire se tient à Baschéo. La ville est équipée de trois hangars et de dix boutiques.
Les villages de l'arrondissement sont dotés de ressources naturelles importantes. On retrouve des carrières de pierre, des carrières de gravier  ainsi que du sable au fond des mayos. Néanmoins ces ressources sont peu exploitées en raison du manque de financement et d'outils et du mauvais état des routes.

## Urbanisme

### Jeunesse
L'arrondissement est doté de plusieurs infrastructures d'éducation. À Baschéo on retrouve une école maternelle, des écoles publiques et un lycée. La ville est aussi équipée d'un stade de football.

### Santé et eau
Baschéo dispose d'un centre de santé intégré, il en existe trois autres dans l'arrondissement. L'approvisionnement en eau potable se fait au moyen de forages et de puits, mais nombre d'entre eux ne sont pas fonctionnels et la population doit parfois boire l'eau des mayos ou des mares.

### Énergie et communication
Le réseau électrique de la ville n'étant pas fonctionnel, l'alimentation en électricité se fait au moyen de groupes électrogènes à usage personnel ou commercial.
L'arrondissement est équipé de deux antennes publiques pour la radio et le téléphone ainsi qu'une antenne privée.